# Кашмай, Жиль
Жиль Кашмай (фр. Gilles Cachemaille; род. 1951) — швейцарский певец (баритон).

## Биография
На музыкальном фестивале в Экс-ан-Провансе в 1982 г. был замечен Гербертом фон Караяном в опере Рамо Бореады и получил приглашение петь в караяновской постановке «Кармен» Бизе на Зальцбургском фестивале.
Среди наиболее известных партий Кашмая — моцартовские Папагено («Волшебная флейта»), Гульельмо («Так поступают все») и Лепорелло («Дон Жуан»); в партии Лепорелло он выступал, в частности, в постановке Клаудио Аббадо и Питера Брука, открывавшей юбилейный 50-й фестиваль в Экс-ан-Провансе (1998), и в постановке Армина Йордана в Женеве (1999). Другая важнейшая часть репертуара Кашмая — произведения Берлиоза: он неоднократно пел Мефистофеля в опере «Осуждение Фауста», Царя Ирода в оратории «Детство Христа» (по мнению рецензента московского исполнения оратории, «при его культуре и вкусе неубедительной партия Ирода просто не могла показаться»), а в 1993 г. был приглашён Джоном Элиотом Гардинером для участия в первом (после 166-летнего перерыва) исполнении Торжественной мессы.